# 이승우 (풋살 선수)
이승우(1986년 6월 13일 ~ )은 대한민국의 풋살 선수이며 포지션은 Pivo이다.
대한민국 FK리그 부산 카파 FC 입단 후 2016-2017시즌 이적하여 현재 YesGumi Fs에서  활약하고 있다.
부산 동아대에서 경기지도학과 학사, 체육교육전공 석사 학위를 취득했다.

## 클럽 통산 기록
| 클럽    | 클럽         | 클럽 | 리그   | 리그   | 컵   | 컵   | 대륙 | 대륙 | 합계 | 합계 |
| 시즌    | 클럽         | 리그 | 경기   | 득점   | 경기 | 득점 | 경기 | 득점 | 경기 | 득점 |
| 한국    | 한국         | 한국 | FK리그 | FK리그 | FK컵 | FK컵 | AFC  | AFC  | 합계 | 합계 |
| ------- | ------------ | ---- | ------ | ------ | ---- | ---- | ---- | ---- | ---- | ---- |
| 2014–15 | 부산 카파 FC | ?    | ?      | ?      | ?    | -    | -    | ?    | ?    |      |
| 통산    | 통산         | 통산 | ?      | ?      | ?    | ?    | ?    | ?    | ?    | ?    |